# المؤسسة الوطنية للسكان الأصليين
المؤسسة الوطنية للسكان الأصليين (بالبرتغالية: Fundação Nacional do Índio، وتعرف اختصارًا: FUNAI) هي وكالة حماية حكومية برازيلية لمصالح السكان الأصليين وثقافتهم.

## التأسيس
في عام 1910، تأسست وكالة خدمات وحماية السكان الأصليين بقيادة المارشال البرازيلي كانديدو روندون. ابتكر روندون شعار المؤسسة: «مت إذا لزم الأمر، لكن لا تقتل أبدًا». بالاعتماد على موقفه الوضعي قاد روندون المؤسسة مع الاعتقاد بأنه يجب السماح للسكان الأصليين بالتطور وفقًا لسرعتهم الخاصة. بمساعدة الدولة وحمايتها سوف يندمج السكان في النهاية في المجتمع الحديث. ثم بدأت المؤسسة مهمتها لـ «تهدئة» المجتمعات الأصلية من خلال إنشاء مراكز في أراضيها لتعزيز التواصل والحماية. قوبلت الجهود في البداية بمعارضة وعداء من هذه الجماعات، ووردت أنباء عن تعرض عملاء المخابرات البرازيلية للهجوم وإطلاق النار عليهم بالسهام. خلال الخمسينيات والستينيات من القرن الماضي وبعد وفاة روندون أصبح مسؤولو المؤسسة فاسدين. في عام 1967 اتُهم المسؤولون بالتحريف الجنسي والإساءة وذبح قبائل بأكملها من خلال إدخال الأمراض والمبيدات الحشرية، مما أدى إلى احتجاج دولي لحل المؤسسة. بعد هذا الحل تم إنشاء المؤسسة الوطنية للسكان الأصليين لتولي مسؤوليات خدمة السكان الأصليين وتعويض الأضرار الناجمة عن الفساد.

## التشريع وترسيم الحدود
اعترف الدستور البرازيلي لعام 1988 بحقوق السكان الأصليين في ممارسة عاداتهم دون ضغوط للاندماج أو الاندماج في التيار الرئيسي للمجتمع البرازيلي. تحدد المادة 231 أيضًا حقوق السكان الأصليين في أراضيهم، وتحدد مسؤولية المؤسسة في ترسيم حدود تلك الأراضي. وتنص المادة أيضًا على أنه لا يُسمح بالتعدين وموارد الطاقة الأخرى على أراضي السكان الأصليين إلا بموافقة الكونغرس، وبعد مراعاة مدخلات السكان الأصليين. حدد الدستور هدفًا يتمثل في ترسيم حدود أراضي السكان الأصليين في غضون خمس سنوات، ولكن بحلول عام 1993 تم تحديد 291 فقط من أصل 559 من أراضي السكان الأصليين.
في عام 1991 حدد المرسوم 22 خمس خطوات يجب على المؤسسة اتباعها لترسيم حدود أراضي السكان الأصليين:
- رئيس المؤسسة مسؤول عن تشكيل فريق أنثروبولوجي لتحديد الأراضي التي سيتم ترسيم حدودها.
- يجب على الفريق بعد ذلك إعداد تقرير بالنتائج التي توصلوا إليها.
- يجب على الفريق نشر التقرير وتقديمه إلى وزير العدل، الذي سيراجع التقرير ويصدر مرسومًا إداريًا يحدد حدود المنطقة.
- المؤسسة هي المسؤولة عن الترسيم المادي للأراضي، والتحقق من وزير العدل والرئيس للموافقة المستمرة.
- أخيرًا تقوم المؤسسة بتسجيل العقار لدى دائرة الملكية الفيدرالية.[4]

في عام 1996 أصدر الرئيس البرازيلي فيرناندو أنريك كاردوسو المرسوم 1775 الذي ألغى فعليًا المرسوم رقم 22 ووسع الطرق التي يمكن للمصالح التجارية من خلالها الطعن في ترسيم حدود الأراضي. سُمح للأفراد أو الشركات منذ بداية عملية الترسيم وحتى 90 يومًا بعد إصدار المؤسسة لتقريرها لتقديم استئناف يوضح أن الأراضي المتنازع عليها لا تفي بمؤهلات أراضي السكان الأصليين كما هو منصوص عليه في الدستور. زعمت الحكومة أن السماح للناس بالتنازع على أراضي السكان الأصليين أثناء عملية الترسيم سيمنع أي تحديات مستقبلية للأراضي المكتملة على أساس عدم الدستورية. تم الطعن على المرسوم على نطاق واسع باعتباره انتهاكًا لحقوق السكان الأصليين، واكتسب لقب «مرسوم الإبادة الجماعية»، نظرًا للسلطة التي يمنحها للمصالح التجارية لاستغلال الأراضي. بحلول أبريل 1996 كانت المؤسسة قد تلقت أكثر من 500 نداء لأكثر من 40 إقليما للسكان الأصليين كانت في طور الترسيم. اتبعت المؤسسة الإجراءات وقدمت رأيها الرسمي إلى وزارة العدل رافضة الطعون المقدمة ضد أراضي السكان الأصليين. وقف القاضي نيلسون جوبيم مع المؤسسة في جميع المناطق باستثناء ثماني مناطق، وأمر بإجراء مزيد من التحقيق.
في 28 ديسمبر 2009 وقع الرئيس لويس إيناسيو دا سيلفا المرسوم الرئاسي رقم 7056، المعروف أيضًا باسم «قانون المؤسسة». أعاد المرسوم هيكلتها حيث أغلق فعليًا مئات من وظائف السكان الأصليين ومكاتب المؤسسة الإقليمية. لم تتشاور الحكومة مطلقًا مع السكان الأصليين، على الرغم من أنه بموجب الاتفاقية 169 لمنظمة العمل الدولية فإن الحكومة مطالبة بمناقشة التغييرات القانونية التي قد تؤثر على السكان الأصليين. أدى ذلك إلى قيام المئات من السكان الأصليين الذين يعتبرون أنفسهم معسكر السكان الأصليين الثوري بالتظاهر أمام مبنى وزارة العدل. دعا المتظاهرون إلى استقالة رئيس المؤسسة مارسيو أوغوستو فريتاس دي ميرا وإلغاء المرسوم 7056. وفي النهاية تم إبعاد المتظاهرين بالقوة من معسكرهم خارج مبنى وزارة العدل، وظل المرسوم ساري المفعول مما قلل من جودة وكفاءة المؤسسة للشعوب الأصلية.
وافقت حكومة الرئيس لويس إيناسيو لولا دا سيلفا على 81 طلب ترسيم للحدود، لكن حكومة ديلما روسيف وافقت على 11 منطقة فقط من 2011 إلى 2015.

## عهد الرئيس بولسونارو
أعرب الرئيس البرازيلي الحالي جايير بولسونارو عن تصميمه على زيادة الاستغلال الاقتصادي لموارد البرازيل وزيادة التعدين التجاري والزراعة في محميات السكان الأصليين.
في غضون ساعات من توليه منصبه في يناير 2019 أجرى بولسونارو تغييرين رئيسيين على المؤسسة: حيث نقل المؤسسة من وزارة العدل لتكن تحت إشراف وزارة حقوق الإنسان والأسرة والمرأة التي أقيمت حديثًا، وفوَّض تحديد الموائل التقليدية للسكان الأصليين وتصنيفها أراض محمية غير قابلة للانتهاك وهي مهمة ينسبها الدستور إلى المؤسسة إلى وزارة الزراعة. بعد عدة أشهر ألغى الكونغرس الوطني البرازيلي هذه التغييرات.
وفقًا لقناة الجزيرة في فبراير 2019 أبلغت العديد من منظمات السكان الأصليين لجنة البلدان الأمريكية لحقوق الإنسان عن العنف الممارس ضد مجتمعات السكان الأصليين بما في ذلك القتل والرجم بالحجارة وإزالة الغابات والتهديد والحرق العمد.
في يوليو 2019 رشح بولسونارو مارسيلو كزافييه دا سيلفا ضابط شرطة اتحاديًا له صلات قوية بالأعمال الزراعية كرئيس جديد للمؤسسة. وفقًا لصحيفة الغارديان قال رئيس المؤسسة السابق الجنرال فرانكليمبيرج دي فريتاس إن غارسيا «يكره الزبد» للسكان الأصليين وأنه يرى في فوناي «عقبة أمام التنمية الوطنية».
في أبريل 2020 أذنت المؤسسة بتسجيل وبيع الأراضي على أراضي السكان الأصليين غير المصدق عليها أو غير المسجلة. قد يؤثر هذا على 237 احتياطيًا في 24 ولاية. ومع ذلك في يونيو 2020 قدم المدعي العام للولاية ماتو جروسو محاولة للإلغاء. ووصف التفويض بأنه تقصير في مهمة المؤسسة الخاصة.